# BINAC
BINAC (ang. BINary Automatic Computer) – komputer skonstruowany w 1949 roku przez amerykańskich naukowców Johna W. Mauchly'ego i Johna P. Eckerta dla firmy Northrop Grumman.
Do konstrukcji BINAC-a użyto około 700 lamp próżniowych. Pamięć komputera typu rtęciowego wynosiła 512 słów, podzielona była na 16 „kanałów” po 32 słowa, każde składające się z 31 bitów.
Pierwszy program został uruchomiony w marcu 1949 r. Składał się on z 23 instrukcji, lecz przetestowano na nim także inne programy:
- 7 lutego 1949 – pięcioliniowy program, który wypełnił pamięć zawartością rejestru A;
- 10 lutego – pięcioliniowy program sprawdzający pamięć;
- 16 lutego – sześcioliniowy program, który wypełnił pamięć;
- 7 marca – na BINAC-u uruchomiono 23-liniowy program wyliczający kwadraty liczb, zatrzymano go po tym jak program prawidłowo wykonał się 217 razy;
- 4 kwietnia – 50-liniowy program sprawdzający pamięć i wszystkie instrukcje, program zatrzymał się po 2,5 godzinach, ponownie uruchomiony działał bezbłędnie przez 31,5 godziny.

Firma Northrop odebrała komputer we wrześniu 1949, po przewiezieniu na miejsce przeznaczenia nie udało się go już nigdy poprawnie uruchomić – działał prawidłowo w przypadku małych i krótkich programów, ale nie na tyle dobrze, aby mógł być używany do bardziej poważnych zadań do jakich był przeznaczony, powodem była podobno nieprawidłowa procedura transportu BINAC-a.